# Појатиште
Појатиште (алб. Pojatë) је насељено место у општини Урошевац, на Косову и Метохији. Према попису становништва из 2011. у насељу је живело 1.047 становника.

## Становништво
Према попису из 2011. године, Појатиште има следећи етнички састав становништва:
| Националност | 2011.          |
| Албанци      | 1.047 (100,0%) |
| Укупно       | 1.047          |

| Демографија | Демографија | Демографија |
| Година      | Становника  | Становника  |
| ----------- | ----------- | ----------- |
| 1948.       | 309         |             |
| 1953.       | 335         |             |
| 1961.       | 407         |             |
| 1971.       | 597         |             |
| 1981.       | 720         |             |
| 1991.       | 797         |             |
| 2011.       | 1.047       |             |